# Valery Larbaud
Valery Larbaud (29. srpna 1881, Vichy, Francie – 2. února 1957, Vichy) byl francouzský spisovatel, básník a literární kritik.

## Život
Valery Larbaud se narodil jako syn lékárníka Nicolase Larbauda a jeho manželky Isabelle Bureau des Etivaux. Otec, který zemřel v roce 1889, objevil pramen Saint-Yorre a díky jeho využívání se stal bohatým mužem. Valery Larbaud se brzy vzbouřil proti buržoaznímu protestantskému duchu v domě své matky a v roce 1910 konvertoval ke katolicismu.
V 17 letech již hodně cestoval do Anglie, Itálie, Německa, Ruska a Skandinávie. Pro špatný zdravotní stav se první světové války nezúčastnil a zůstal ve Španělsku. Ve dvacátých letech minulého století bydlel jako bohatý dandy téměř výhradně v hotelech a lůžkových vozech.
V roce 1936 Larbaud utrpěl těžkou mozkovou mrtvici, která mu způsobila, že se nemohl hýbat ani mluvit. Až do své smrti trpěl následky, které ho učinily téměř bezmocným. Navzdory své nemoci nadále získával mnoho čestných titulů a v roce 1952 mu byla udělena Grand prix national des Lettres. Zemřel ve Vichy v roce 1957 ve věku 75 let a byl pohřben na místním hřbitově.
Larbaud překládal díla z angličtiny, španělštiny a italštiny do francouzštiny. Přestože ve svých osobních jednáních byl rezervovaný, získal si jméno také jako vehementní literární kritik. Byl přátelský s André Gide, Léon-Paul Fargue, Charles-Louis Philippe a James Joyce.
Mezi autory překladu Larbauda patří Samuel Butler, Joseph Conrad, William Faulkner a Ramón Gómez de la Serna; hrál hlavní roli ve francouzské verzi Odyssea Jamese Joyce.
Cenu Valeryho Larbauda vytvořila v roce 1967 L'Association Internationale des Amis de Valery Larbaud, skupina založená na propagaci autorova díla

## Dílo
- Poèmes par un riche amateur (1908), pod pseudonymem A.O. Barnabooth.
- Fermina Márquez (1911)
- A.O. Barnabooth (1913)
- Enfantines (1918)
- Beauté, mon beau souci (1920)
- Amants, heureux amants (1923)
- Mon plus secret conseil... (1923)
- Ce Vice impuni, la lecture : domaine anglais (1925)
- Jaune bleu blanc (1927)
- Aux couleurs de Rome (1938)
- Ce Vice impuni, la lecture : domaine français (1941)
- Sous l'invocation de saint Jérôme (1946)
- Chez Chesterton
- Ode à une blanchisseuse